# Iglesia de San Bartolomé (Bea)
La Iglesia de San Bartolomé es una iglesia de 
Bea.

## Descripción
De estilo barroco, es de planta basilical, y posee tres naves, de dos tramos cada una, separadas por pilastras.